# Hatfield House

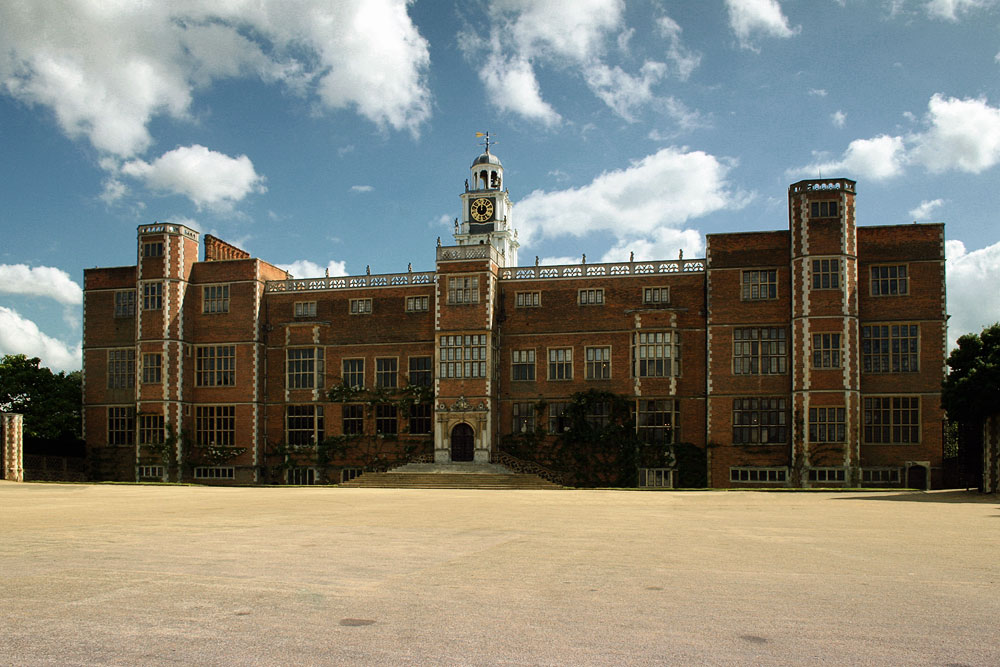
Hatfield House

Hatfield House ist ein Palast im englischen Hatfield in der Grafschaft Hertfordshire. Das Anwesen im elisabethanischen und jakobinischen Stil mit ausgedehntem Park und Garten liegt etwa 34 Kilometer nördlich von London.

## Geschichte

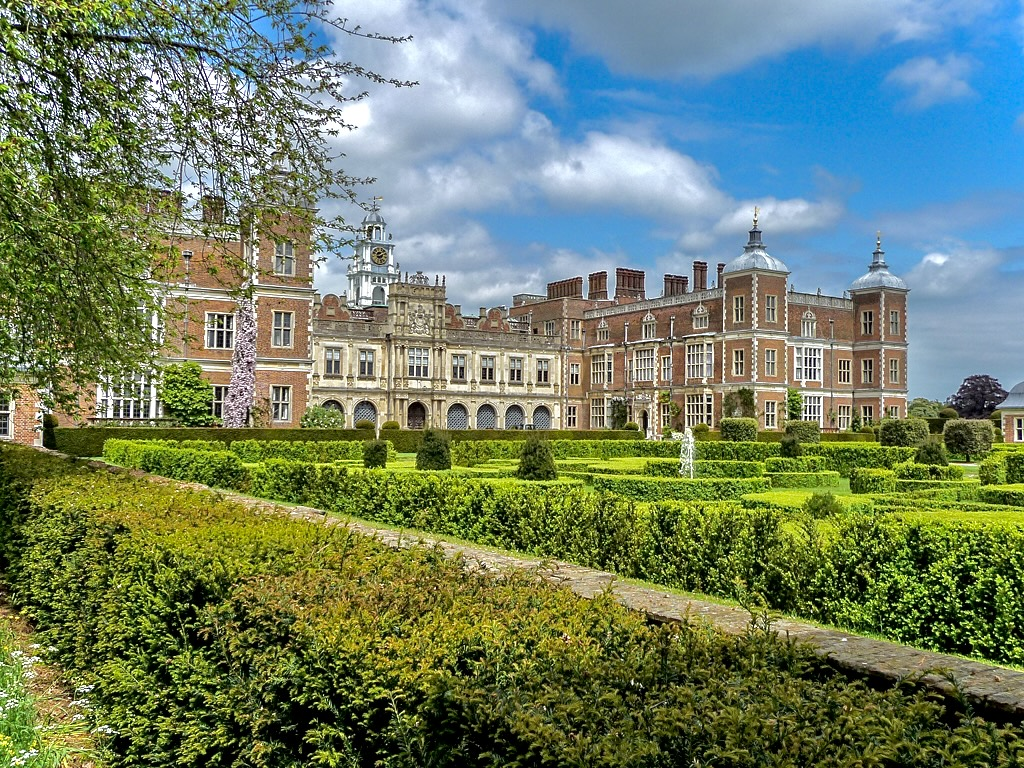

Hatfield House wurde unter Robert Cecil, 1. Earl of Salisbury, und Premierminister unter König James I., zwischen 1607 und 1611 errichtet. Der Besitz gehört bis heute den Marquesses of Salisbury. Die erste Gartenanlage wurde maßgeblich von John Tradescant dem Älteren gestaltet. Über 400 Jahre lang ist der Palast im Besitz der Familie Cecil. Er beherbergt eine Kunstsammlung mit Gemälden, Möbeln und historischen Waffen.  Er gehört dem Konsortium Treasure Houses of England an.
Der Wildpark als königliches Jagdrevier und der sogenannte Alte Palast, von dem Teile noch erhalten sind, gehörten Heinrich VIII., der dort seine Kinder Mary (später Mary I.), Edward (später Edward VI.) und Elisabeth (später Elizabeth I.) erziehen ließ. Im Alten Palast erfuhr Elisabeth 1558, nach dem Tod ihrer Halbschwester Mary, von ihrer Thronnachfolge.
James I., Thronnachfolger Elisabeths I., tauschte Hatfield House 1606 gegen das Anwesen Theobalds House, das sich im Besitz von Robert Cecil befand.

## Garten

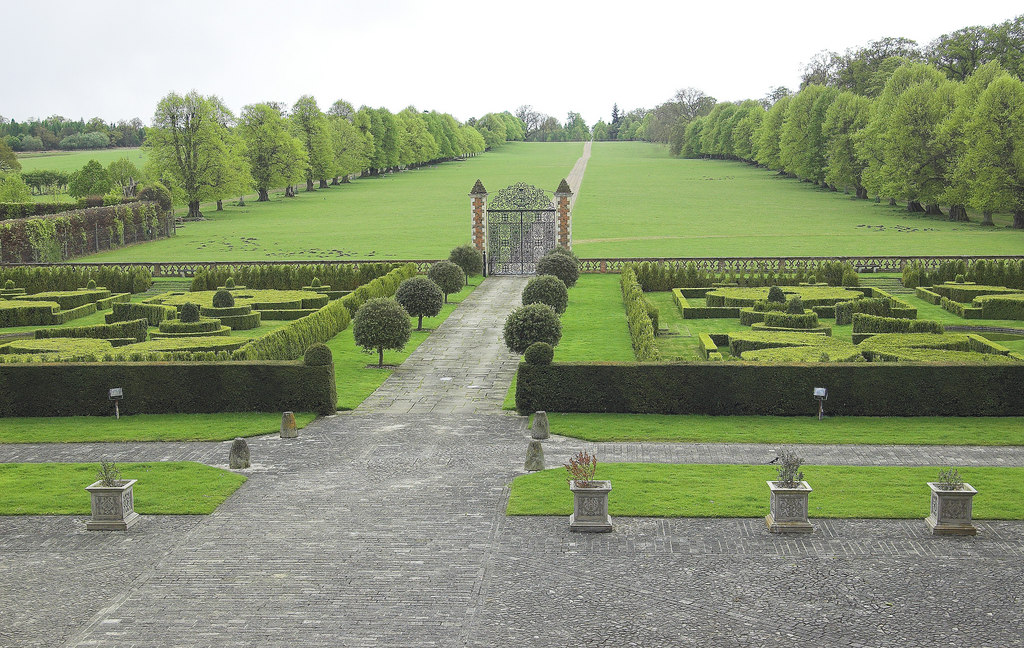
Hatfield House Gardens

Das Gartenareal umfasst 17 Hektar. Angelegt wurde es im 17. Jahrhundert von John Tradescant dem Älteren, jedoch im 18. Jahrhundert vernachlässigt und schließlich vom viktorianischen Zeitalter an bis heute restauriert. So ergibt sich ein Überblick über wichtige gartengeschichtliche Epochen Englands. Ein formaler Knotengarten, üppige Staudenbeete, ein Obstgarten mit dem historischen Hecken-Labyrinth, ein Küchengarten und der von Tradescant geplante Weinberg sind Teil der Gartenanlage.

## Film und Fernsehen
Die Außenfassade wie auch die Innenräume von Hatfield House wurden in mehreren Filmen genutzt, darunter für die Filme Orlando mit Tilda Swinton, die in dem Film sowohl einen Mann als auch eine Frau spielt oder Tomb Raider mit Angelina Jolie, in welchem die Hauptfigur Lara Croft auf diesem Schloss lebt. Eine der letzten Fernsehproduktionen war die im Juni 2010 gesendete Episode „The Secret of the Chimneys“ aus der fünften Staffel der vom englischen Fernsehsender ITV produzierten Miss-Marple-Serie Agatha Christie’s Marple.
Für den Film Hot Fuzz wurde auf dem Gelände des Hatfield House und in der Umgebung das Finale mit der Verfolgungsjagd und der Auseinandersetzung inmitten des Miniaturdorfes gedreht.
Gebäude und Garten von Hatfield House dienten außerdem als Kulisse für den Film The Favourite von 2018.
Die Jonas Brothers drehten hier das Musikvideo zu ihrem Lied Sucker.